# Левшино (Курская область)
Левшино — деревня в Большесолдатском районе Курской области. Входит в Любостанский сельсовет.

## География
Деревня находится на берегу реки Скородная, в 60 километрах к юго-западу от Курска, в 5 км к востоку от районного центра — села Большое Солдатское, в 14 км от центра сельсовета — села Любостань.

## Население
| 2002 | 2010 |
| ---- | ---- |
| 58   | ↘49  |

## Транспорт
Левшино находится на автодороге регионального значения 38К-004 (Дьяконово — Суджа — граница с Украиной), в 20 км от ближайшего ж/д остановочного пункта Анастасьевка (линия Льгов I — Подкосылев).